# 誉水村
誉水村（よみずむら）は、香川県大川郡にあった村。

## 歴史
- 1890年（昭和23年）2月15日 - 町村制施行に伴い、大内郡川東村・中筋村・西村・水主村・横内村が合併し、誉水村が成立。
- 1899年（明治32年）4月1日 - 大川郡の所属となる。
- 1954年（昭和29年）4月1日 - 丹生村と新設合併して大内町が発足。同日誉水村廃止。